# Rivière Poussière Nord
Pour les articles homonymes, voir Poussière (homonymie).
La rivière Poussière Nord est un tributaire de la rive nord de la rivière Poussière, laquelle se déverse à son tour dans la rivière Dumoine (bassin versant de la rivière des Outaouais). La rivière Poussière Nord coule dans le territoire non organisé du Lac-Nilgaut, dans la municipalité régionale de comté (MRC) de Pontiac, dans la région administrative de Outaouais, au Québec, au Canada.
Le bassin versant de la rivière Poussière Nord est administré par la Zec Rapides-des-Joachims. La foresterie s’avère la principale activité économique de ce secteur.

## Géographie
Les bassins versants voisins de la rivière Poussière Nord sont :
- côté nord : lacs Aumond ;
- côté est : rivière Noire ;
- côté sud : rivière Poussière ;
- côté ouest : rivière Dumoine et la rivière Poussière Ouest.

Un lac sans nom (longueur : 0,7 km ; altitude : 379 m) constitue le plan d'eau supérieur de la rivière Poussière Nord. Il est situé à 1,1 km au sud du lac Prinsac, à 3,9 km au sud des lacs Aumond et à 14,5 km au nord de la confluence de la rivière Poussière Nord.
À partir de l'embouchure du lac de tête, la rivière Poussière Nord coule sur 15,2 km, généralement vers le sud.
Parcours de la rivière
La rivière Poussière Nord coule selon les segments suivants :
- 1,9 km vers le sud, puis vers l'ouest, jusqu'au lac Ehrhart que le courant traverse vers le sud sur environ 200 m ;
- 2,3 km vers le sud, jusqu’à l’embouchure du lac Du Roi que le courant traverse sur 0,4 km ;
- 1,6 km vers le sud, jusqu’à l’embouchure d’un lac sans nom que le courant traverse sur 0,4 km vers le sud ;
- 1,4 km vers le sud jusqu’à l’embouchure du lac Drude que le courant traverse sur 0,4 km ;
- 1,9 km vers le sud, puis le sud-est, jusqu'à la rive nord du lac Croche (longueur : 1,6 km ; altitude : 280 m) ;
- 1,3 km en traversant le lac Croche vers le sud-ouest ;
- 3,1 km vers le sud, puis le sud-est, jusqu'à l’embouchure du Petit Lac Croche (altitude : 275 m) que le courant traverse sur 2,1 km vers le sud-est ;
- 1,7 km vers le sud en traversant une zone où la rivière est bordée de marais, jusqu’à sa confluence avec la rive nord de la rivière Poussière.

La confluence de la rivière Poussière Nord est située à :
- une centaine de mètres à l'ouest du Petit lac Sheerway ;
- 4,4 km à l'est du parcours de la rivière Dumoine ;
- 24,0 km au nord de la rivière des Outaouais.

## Toponymie
Le toponyme rivière Poussière Nord a été officialisé le 5 décembre 1968 à la Commission de toponymie du Québec.